# Kefalári (ort i Grekland, Västra Makedonien)
Kefalári (Kefalari) är en ort i Grekland.   Den ligger i prefekturen Nomós Kastoriás och regionen Västra Makedonien, i den norra delen av landet, 400 km nordväst om huvudstaden Aten. Kefalári ligger 627 meter över havet och antalet invånare är 353. Den ligger vid sjön Límni Kastorías.
Terrängen runt Kefalári är huvudsakligen kuperad, men åt sydost är den platt. Kefalári ligger nere i en dal. Runt Kefalári är det glesbefolkat, med 12 invånare per kvadratkilometer. Närmaste större samhälle är Kastoria, 5,0 km söder om Kefalári. Omgivningarna runt Kefalári är en mosaik av jordbruksmark och naturlig växtlighet.